# Iwan Bałandin
Iwan Aleksandrowicz Bałandin (ros. Иван Александрович Баландин; ur. 26 sierpnia 1988 w Nowoazowsku) – rosyjski wioślarz, do 2011 roku reprezentował Ukrainę.

## Osiągnięcia
- Mistrzostwa Świata Juniorów – Brandenburg 2005 – ósemka – 4. miejsce[1].
- Mistrzostwa Świata Juniorów – Amsterdam 2006 – czwórka ze sternikiem – 5. miejsce[1].
- Mistrzostwa Świata U-23 – Glasgow 2007 – czwórka bez sternika – 11. miejsce[1].
- Mistrzostwa Europy – Ateny 2008 – ósemka – 8. miejsce[1].
- Mistrzostwa Świata – Poznań 2009 – dwójka ze sternikiem – 7. miejsce[1].